# Skupina sedmi koní v lese (Hans Baldung zv. Grien)
Dřevořez Skupina sedmi koní v lese německého renesančního malíře Hanse Baldunga je jednou ze tří známých variant tohoto námětu, které umělec vytvořil roku 1534. Je součástí sbírky grafiky a kresby Národní galerie v Praze.

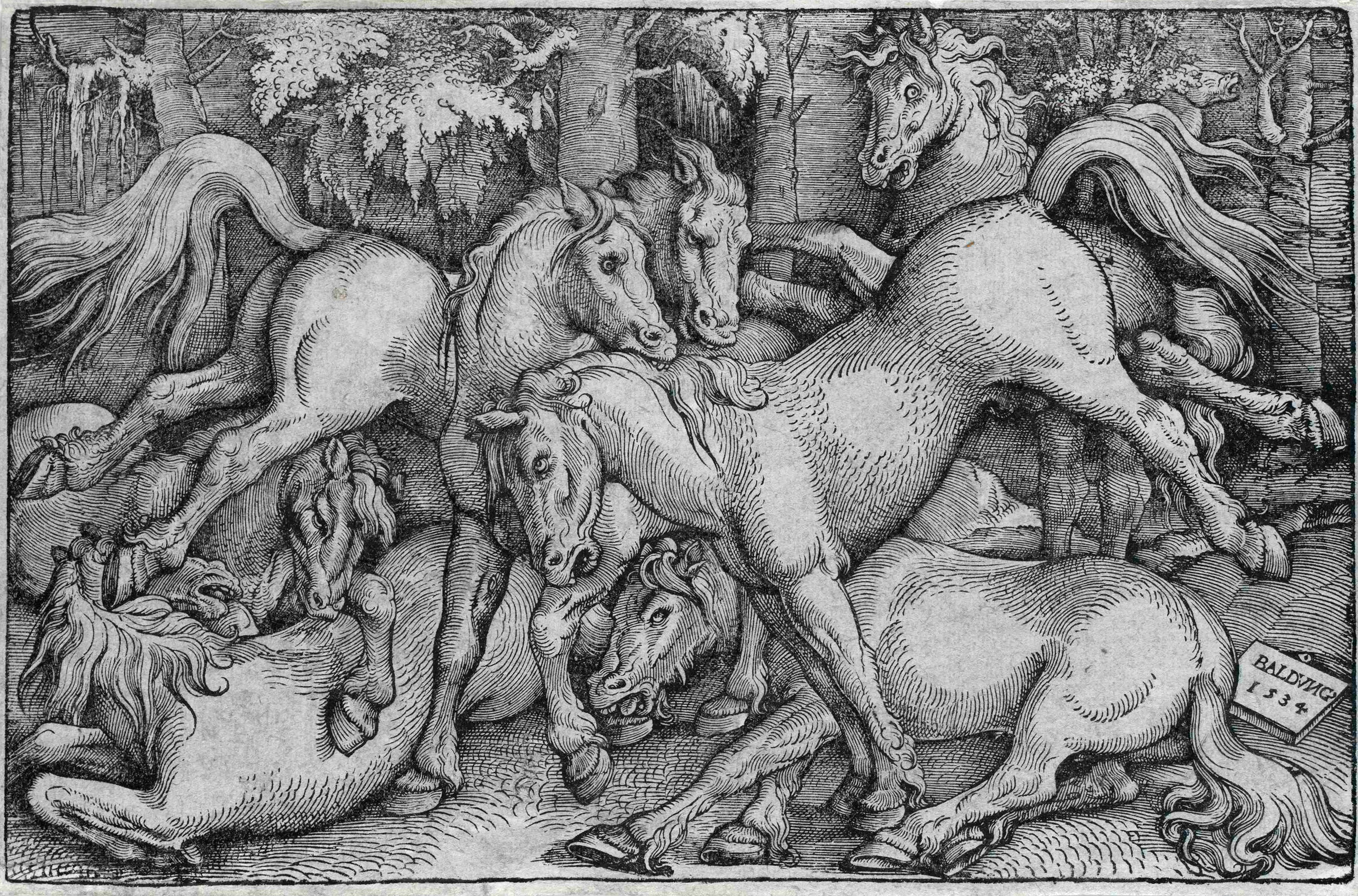
Skupina sedmi koní v lese (Hans Baldung zv. Grien), Národní galerie v Praze

## Popis a zařazení
Jedná se o dřevořez na tónovaném papíře, 215 x 330 mm, filigrán je nečitelný. Signatura BALDVNG a datace 1534 jsou na destičce vpravo. Dřevořez daroval rytíře Vojtěch Lanna mladší Společnosti vlasteneckých přátel umění 26. července roku 1885. Jeho inventární číslo je R1161.
Hans Baldung byl jedním z nejnadanějších žáků Albrechta Dürera a jeho osobním přítelem. Skupinu bojujících hřebců, která později sloužila jako předloha k dřevorytům, nakreslil již roku 1531. V té době žili divocí koně v alsaských lesích a kresbou tedy pravděpodobně zaznamenal přímý osobní zážitek s jejich chováním v přirozeném prostředí. Kresbami koní ilustroval i modlitební knihu císaře Maxmiliána I.
Tento dřevořez zobrazuje složitou kompozici vzájemně propletených těl a nohou koní a působí dojmem reliéfu.
Baldung byl plodný malíř portrétů (mj. Karla V., Maxmiliána I.), ale významnější jsou jeho grafické listy. Většina z téměř 500 dřevořezů, které vytvořila jeho štrasburská dílna, sloužila jako ilustrace knih. Zahrnují náboženská i profánní témata nebo ornamentální erby. Baldungových volných grafických listů je známo pouze asi 80. Byl jedním z prvních grafiků, kteří ovládli techniku šerosvitového dřevořezu.
Patří mezi umělce, jejichž dílo má rysy určité výstřednosti, protože byl fascinován čarodějnictvím, nadpřirozenými jevy a erotickými náměty. Téma bylo charakteristické pro Štrasburg, kde se Baldung usadil roku 1509. Tamní humanisté čarodějnictví studovali, zatímco štrasburský biskup pronásledoval ženy obviněné z čarodějnictví.

### Jiná díla Hanse Baldunga

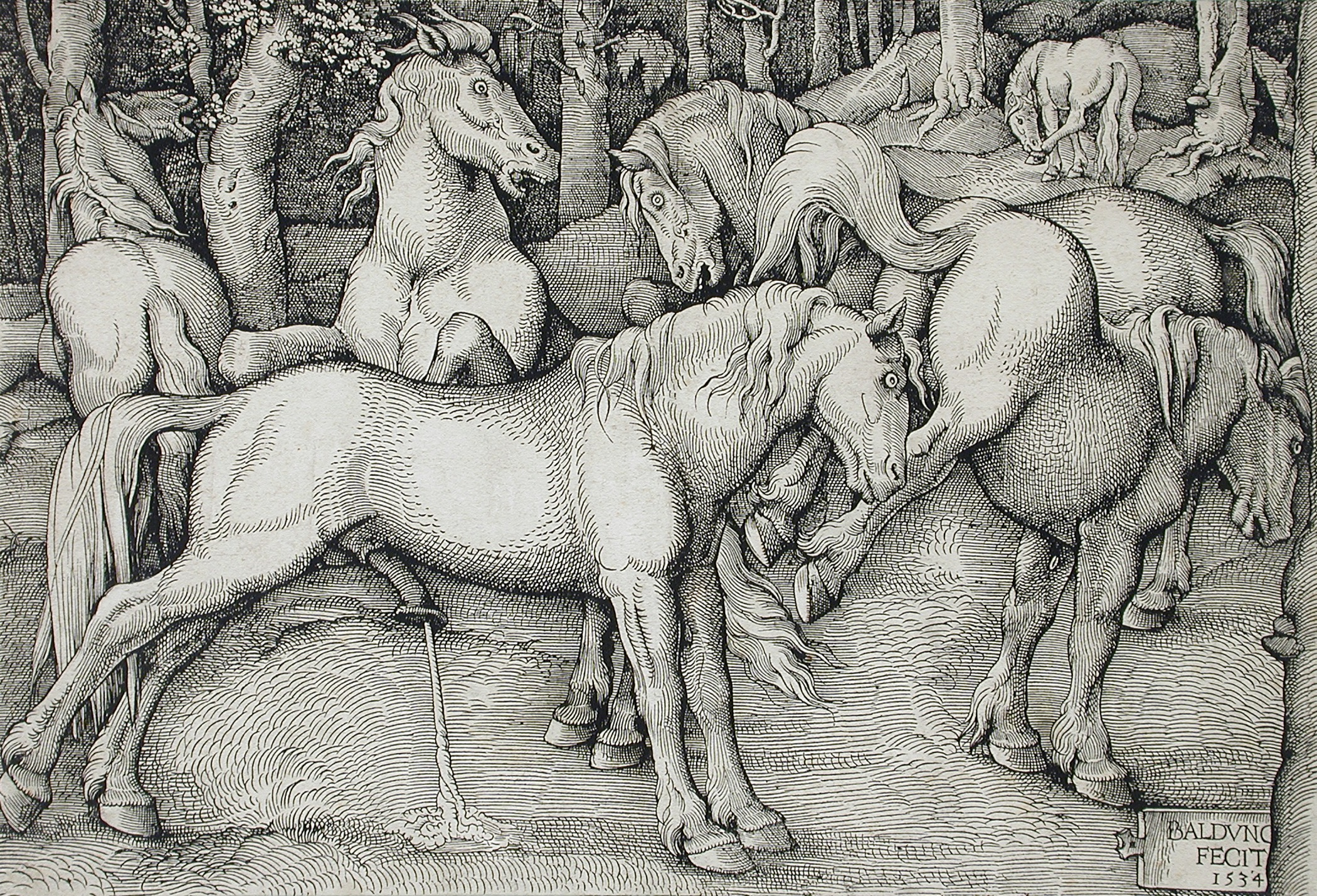
Hřebec a kopající klisna, III. verze námětu
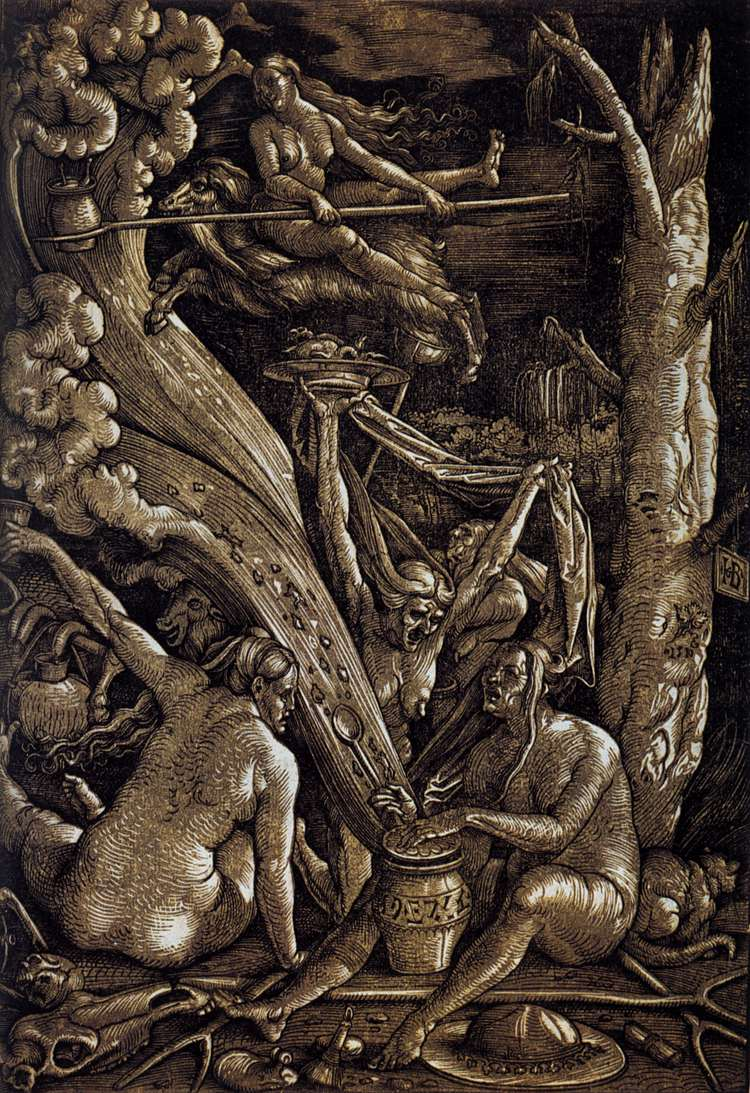
Sabat čarodějnic, šerosvitový dřevořez
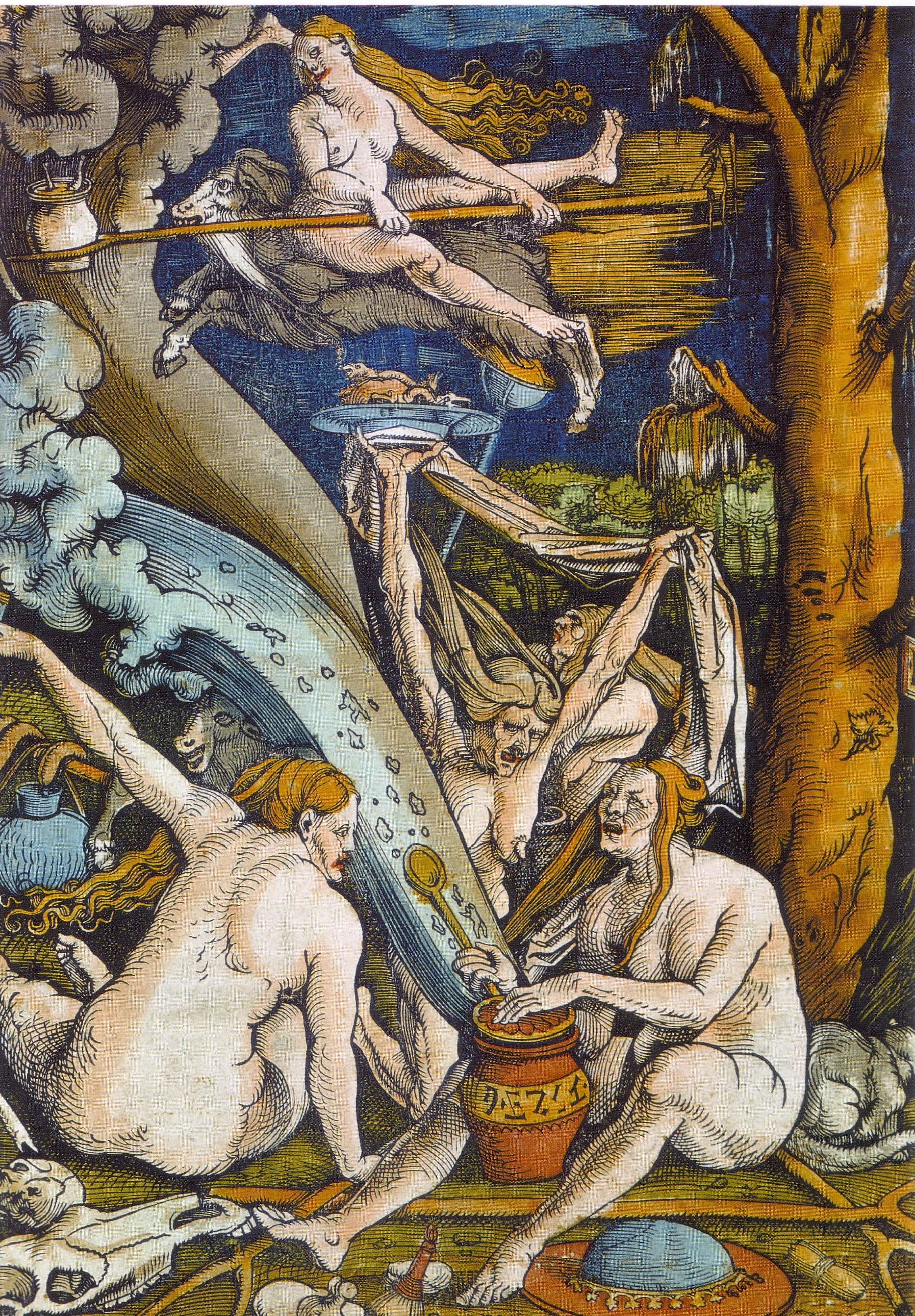
Čarodějnice, kolorovaný dřevořez (1508)
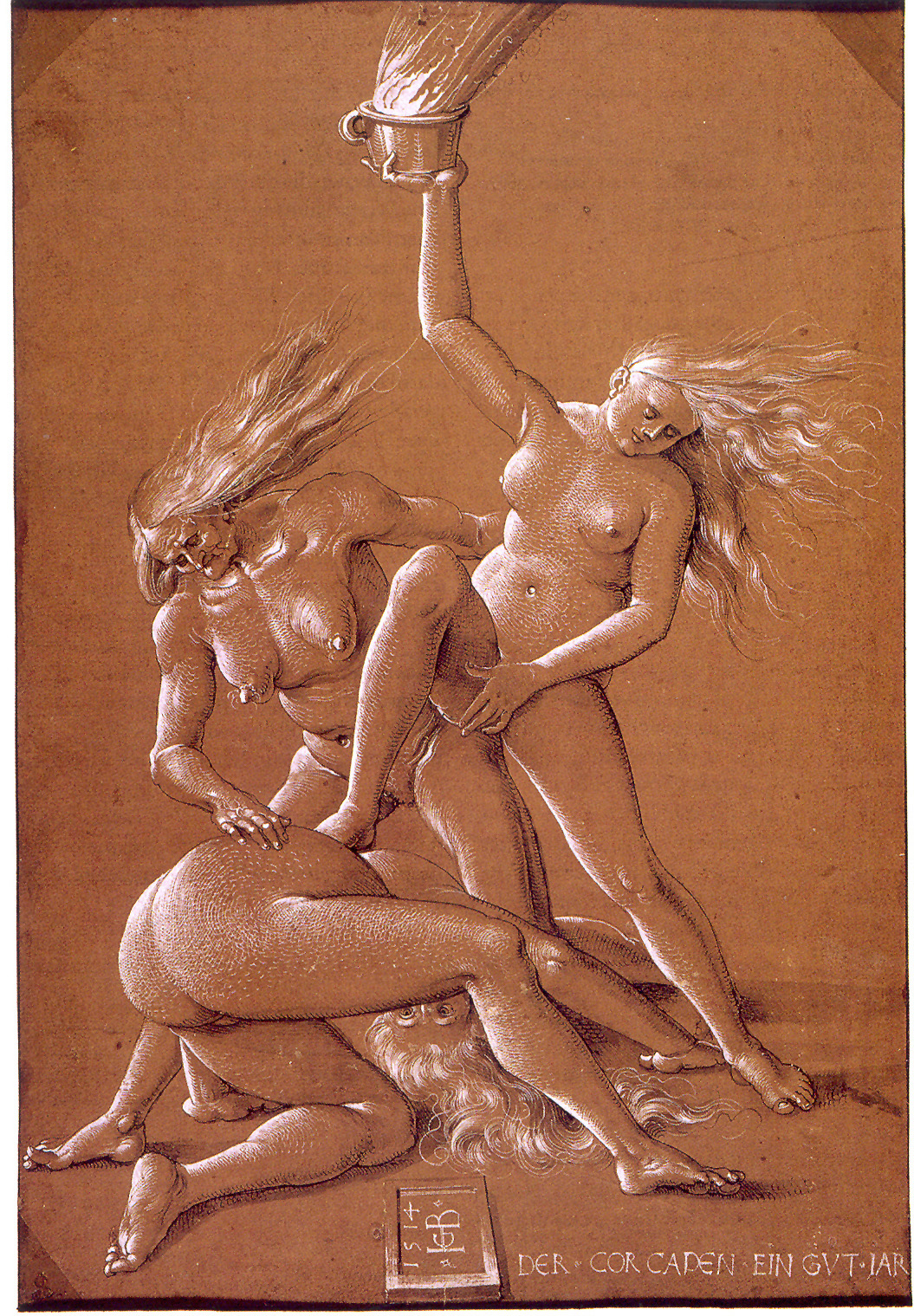
Čarodějnice, kresba (1514)
Smrt a dívka, tempera (1517)
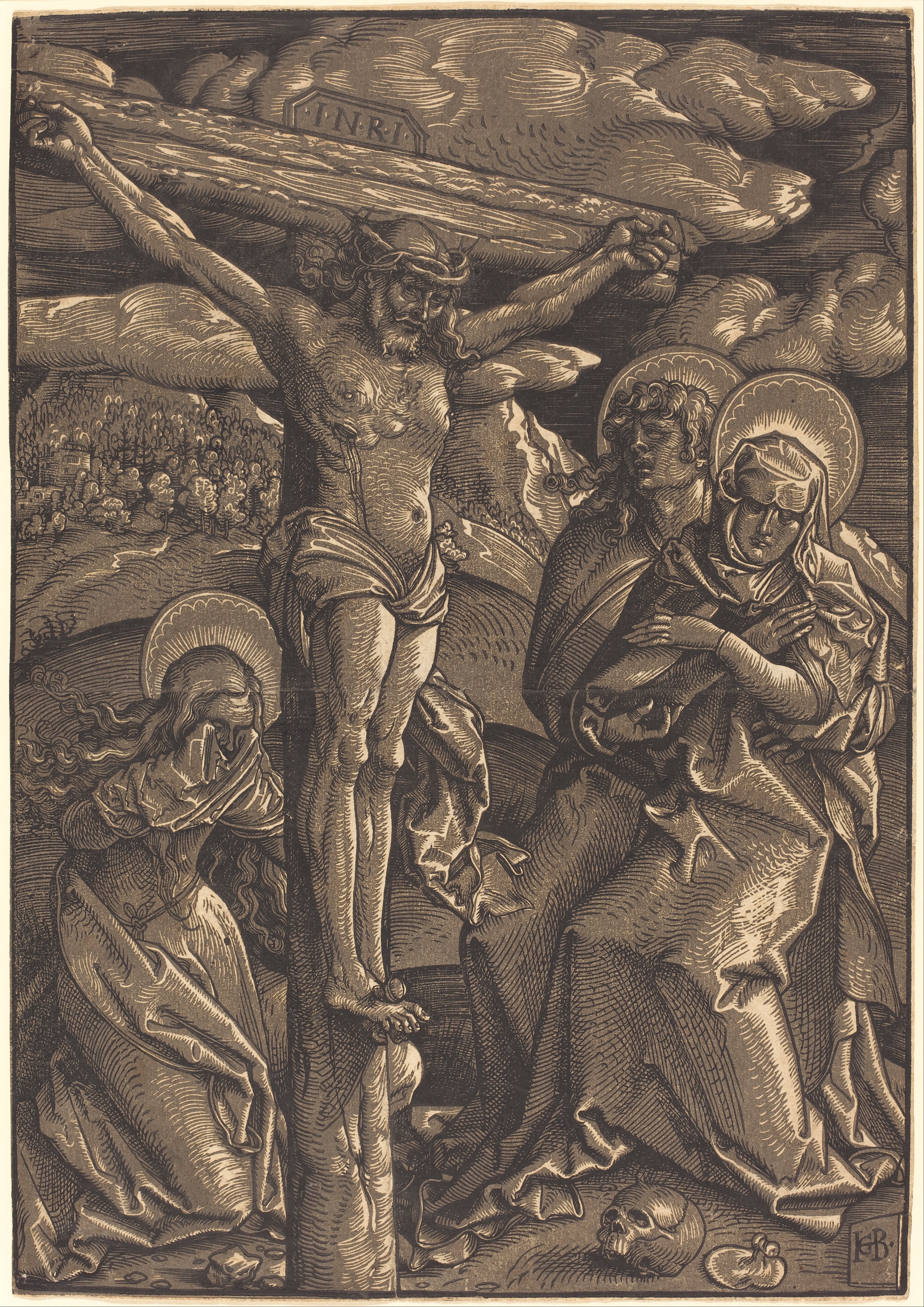
Ukřižování, šerosvitový dřevořez, Google Art Project
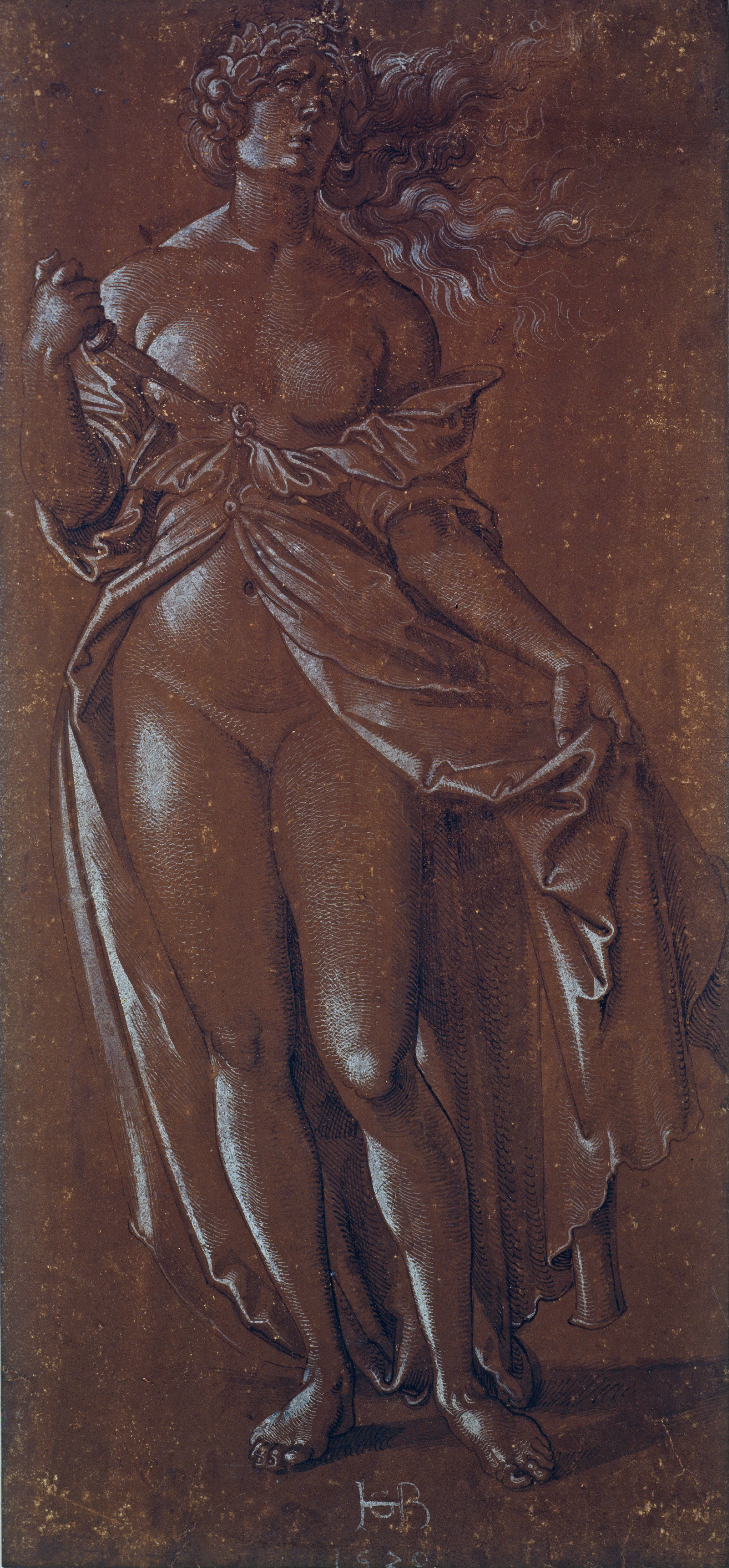
Lukrécie, šerosvitový dřevořez, Google Art Project